# Serbien i Eurovision Song Contest 2016

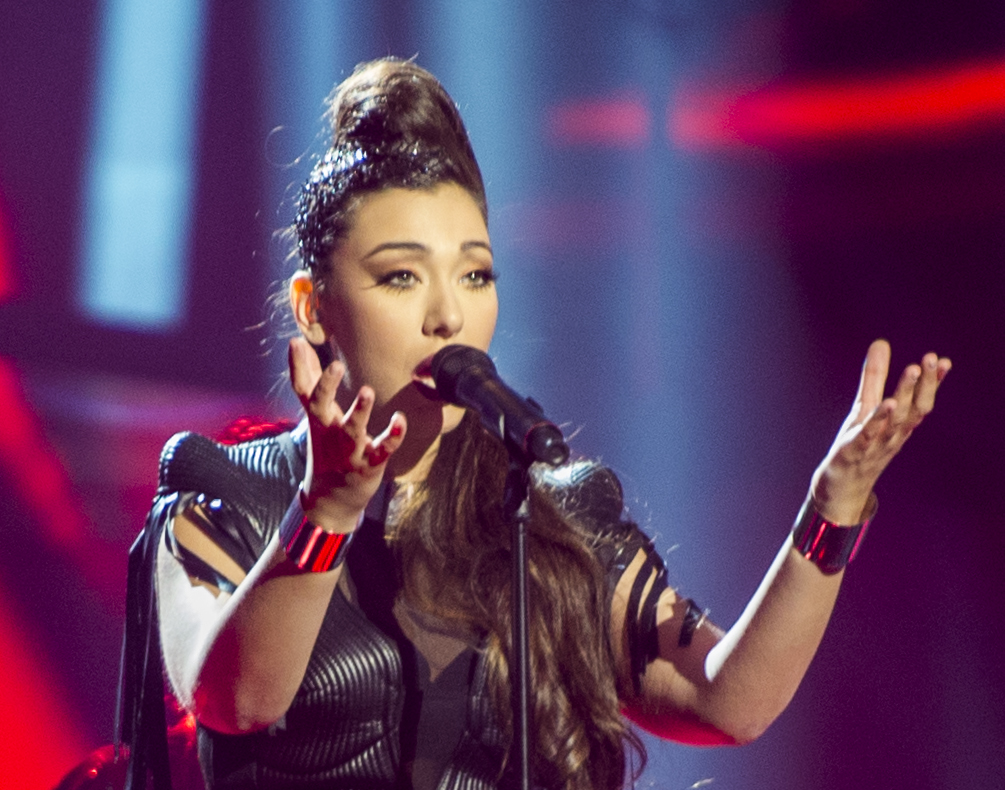

Serbien deltog i Eurovision Song Contest 2016 i Stockholm, Sverige. Sanja Vučić representerade landet med låten "Goodbye". Artisten presenterades internt 7 mars och låten presenterades 12 mars.

## Under ESC
Serbien deltog i SF2 där de nådde finalplats. I finalen hamnade de på 18:e plats med 115 poäng.